# 873

## Nașteri
- dată necunoscută: Abu al-Hasan al-Ash'ari  (d. 935)

## Decese
- Al-Kindi, om de știință arab (n. 801)

- Hunayn ibn Ishaq, savant, medic și traducător asirian de limbă arabă (n. 809)

- Ivar Ragnarsson, conducător legendar al vikingilor danezi (n. ?)